# Rhodesiella janabilensis
Rhodesiella janabilensis är en tvåvingeart som beskrevs av Cherian 2002. Rhodesiella janabilensis ingår i släktet Rhodesiella och familjen fritflugor.
Artens utbredningsområde är Orissa (Indien). Inga underarter finns listade i Catalogue of Life.